# Spółgłoska płynna
Spółgłoski płynne – ustne spółgłoski zwarto-otwarte zaliczające się do aproksymantów.  
Spółgłoski płynne dzielą się na:
- spółgłoski boczne (spółgłoski lateralne)
- spółgłoski drżące (spółgłoski wibracyjne, wibranty)

Fonemy płynne w języku polskim to: boczne /l/ i /w/ oraz drżące /r/. W randze alofonów występują głoski płynne palatalizowane /lʲ/ i /rʲ/.
Szczególnie bogate w spółgłoski płynne są języki rdzennej ludności Australii.